# Altichiero

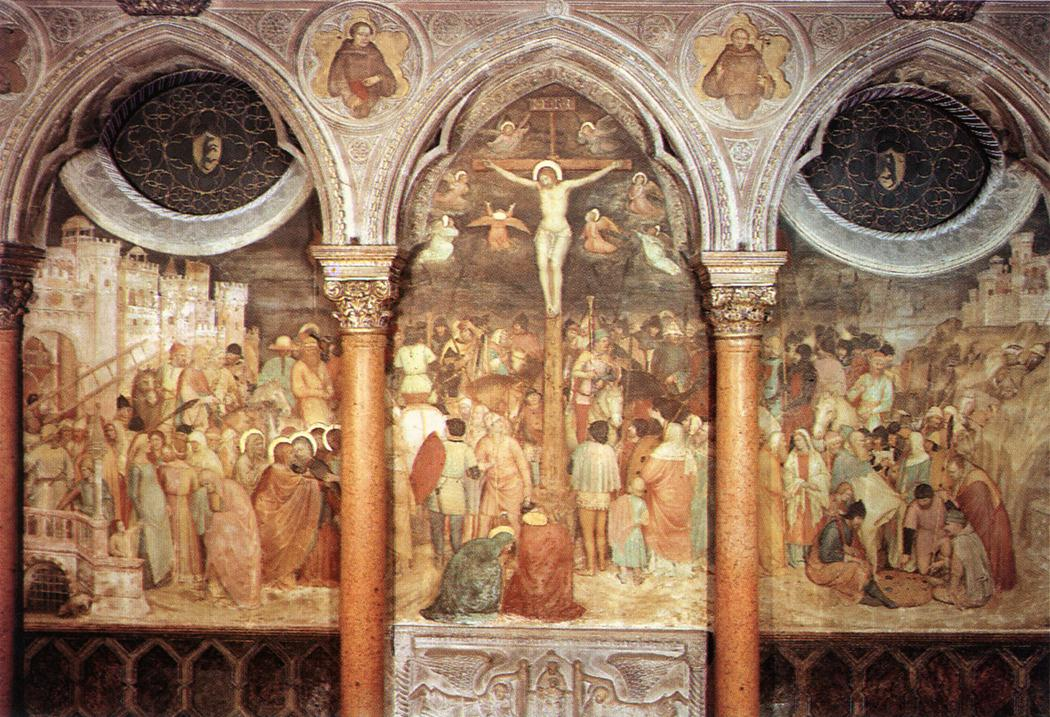
Ukrzyżowanie w bazylice św. Antoniego w Padwie

Altichiero, Aldighiero, właśc. Altichiero da Zevio (ur. ok. 1320 lub 1330 w Zevio, zm. ok. 1390 w Weronie) – włoski malarz tworzący w XIV wieku w stylu gotyckim. Następca Giotta. Przypisuje się mu stworzenie tzw. szkoły werońskiej, chociaż jedynym jego dziełem w tym mieście jest fresk w kościele Sant’Anastasia. Karierę rozpoczął w Weronie, w 1370 roku przeniósł się do Padwy. Tam w latach 1372–1379, stworzył freski w bazylice św. Antoniego w Padwie oraz w Oratorio di San Giorgio (w latach 1377-1384).

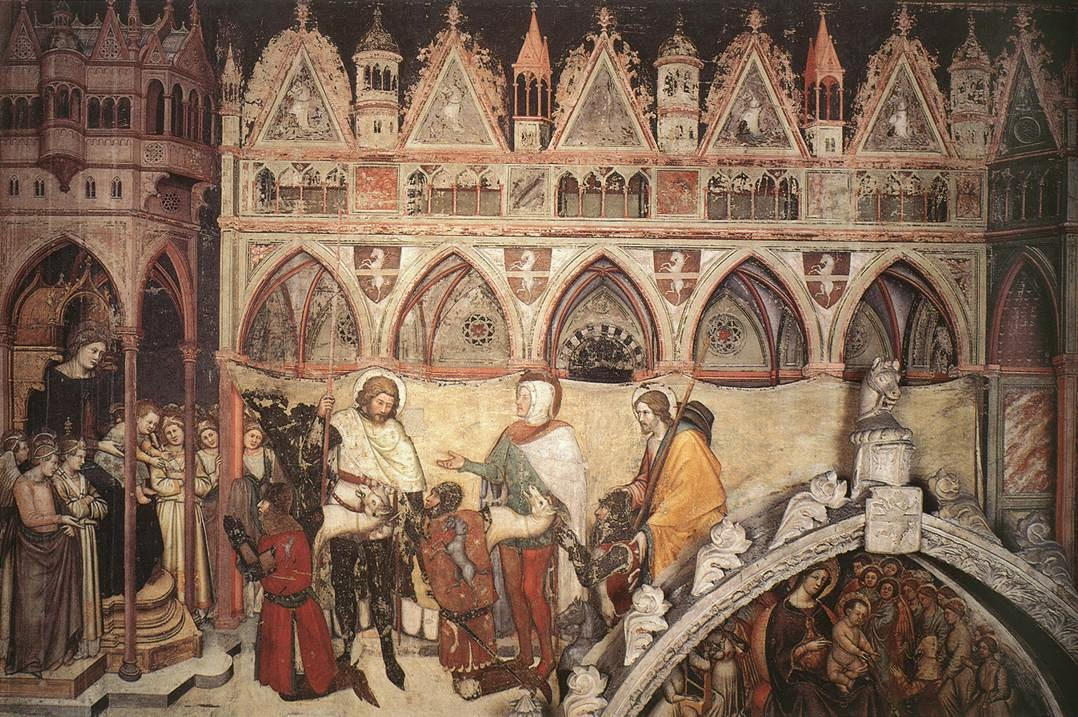
Fresk Altichiera w kościele św. Anastazji w Weronie